# Židovské pece
Židovské pece jsou veřejný park v Praze 3, ve východní části Žižkova severně od prostoru bývalého Nákladového nádraží. Po parku na Vítkově je to druhý největší park v této městské části. Má protáhlý tvar, je v něm několik hřišť a také piknikové místo.

## Popis
Park o rozloze asi 7 ha se táhne od dopravního hřiště, které je na jeho západním okraji, mezi ulicemi Jilmovou na severní straně a Malešickou na straně jižní, až do vzdálenosti asi 600 m na východ k areálu ubytovacích zařízení Vysoké školy ekonomické na Jarově.
Severní strana je poměrně rovinatá. Pod nejvyšší částí parku je v Jilmové ulici nevelký oplocený areál Českého úřadu pro zkoušení zbraní a střeliva, který tam sídlí už od svého založení v roce 1891. Asi o 100 m dál na východ je pod svahem k Jilmové ulici hřiště s vybavením pro fitness, ještě dál na východ jsou dvě dětská hřiště a místo vyhrazené pro pikniky.
Jižní strana protáhlého parku se svažuje k Malešické ulici a k nově vznikající obytné zástavbě na Vackově. U cesty podél této jižní strany roste i několik jilmů – v Jilmové ulici by se však nenašly.
Na některých vyznačených cestách je povolena jízda na kole a na kolečkových bruslích.

## Historie
Původ názvu lokality Židovské pece není známý. Podle některých pramenů tu snad kdysi byly vyhloubeny jeskyně, do kterých se uchylovali Židé, když byli za vlády císařovny Marie Terezie kolem roku 1744 vyháněni z Prahy. Doloženo ale je, že v těchto místech bývalo popraviště, přesunuté sem z původního Šibeničního vrchu (nad dnešní křižovatkou U Bulhara). Poslední poprava se na Židovských pecích konala v roce 1866 a přišlo se prý na ni podívat třicet tisíc lidí.
Podle starých map tu bývaly kdysi i vinice, např. v roce 1841 byla část vrchu s vyznačeným popravním místem (na parcele 167 značkou trojnohé šibenice a přes sousední parcely Josepha Schmidta čísel 150, 152 a 154 popiskem Poprawnjmjsto) ve správě C. k. viničního úřadu (k: k Weinbergamt).
V roce 1951 byl v těchto místech ještě pustý kopec. Pravděpodobně v roce 1922 vznikla mezi jižní stranou tohoto kopce a Malešickou ulicí na parcelách pronajímaných soukromými vlastníky nouzová kolonie, jedna z nejstarších na území Prahy; její rozloha dosahovala až asi 4,2 ha. Zanikla teprve v 60. letech 20. století. V roce 1966 už existoval park v podstatě v nynější podobě. V letech 2014 a 2015 proběhla revitalizace parku.

## Galerie

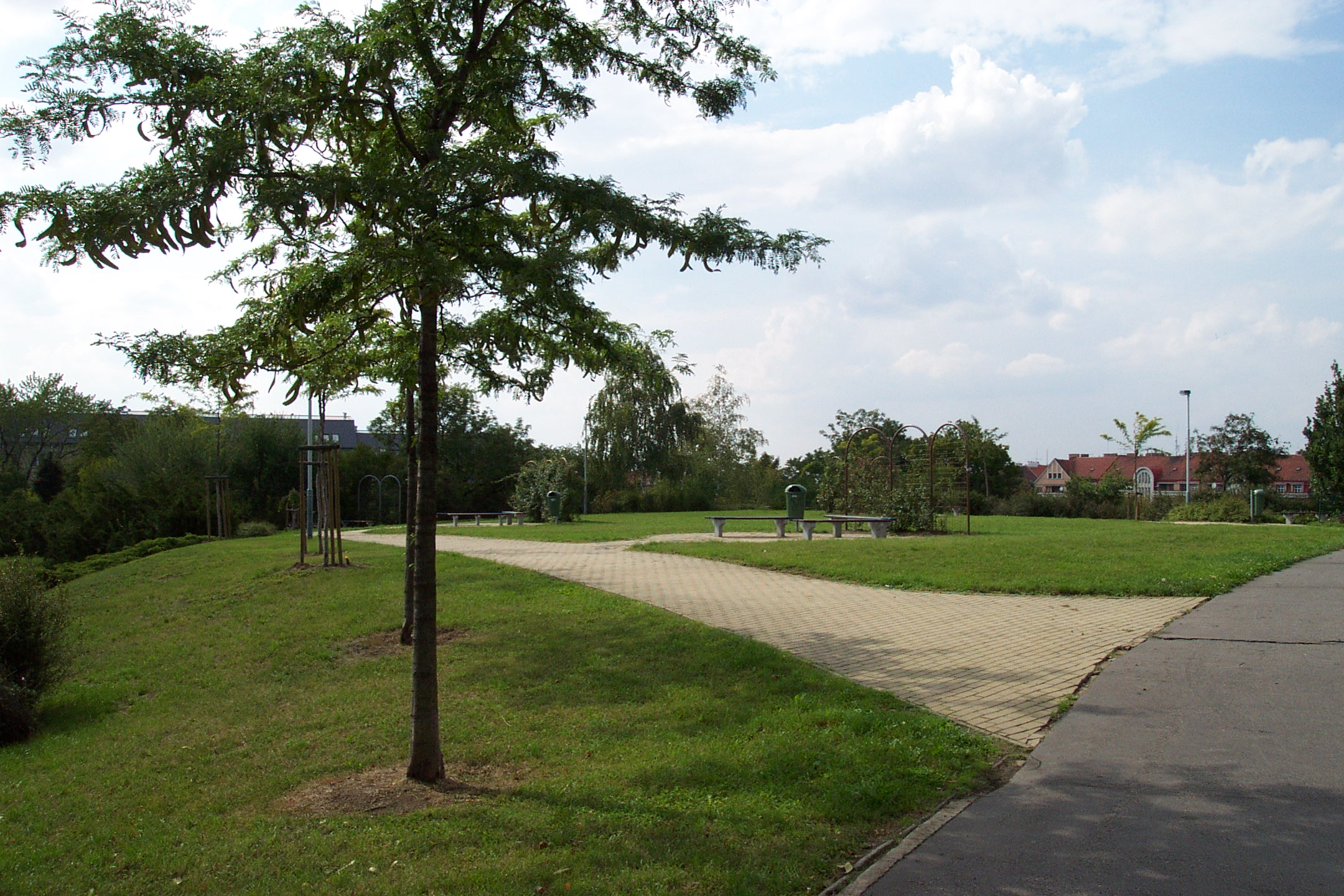
Nejvyšší místo parku
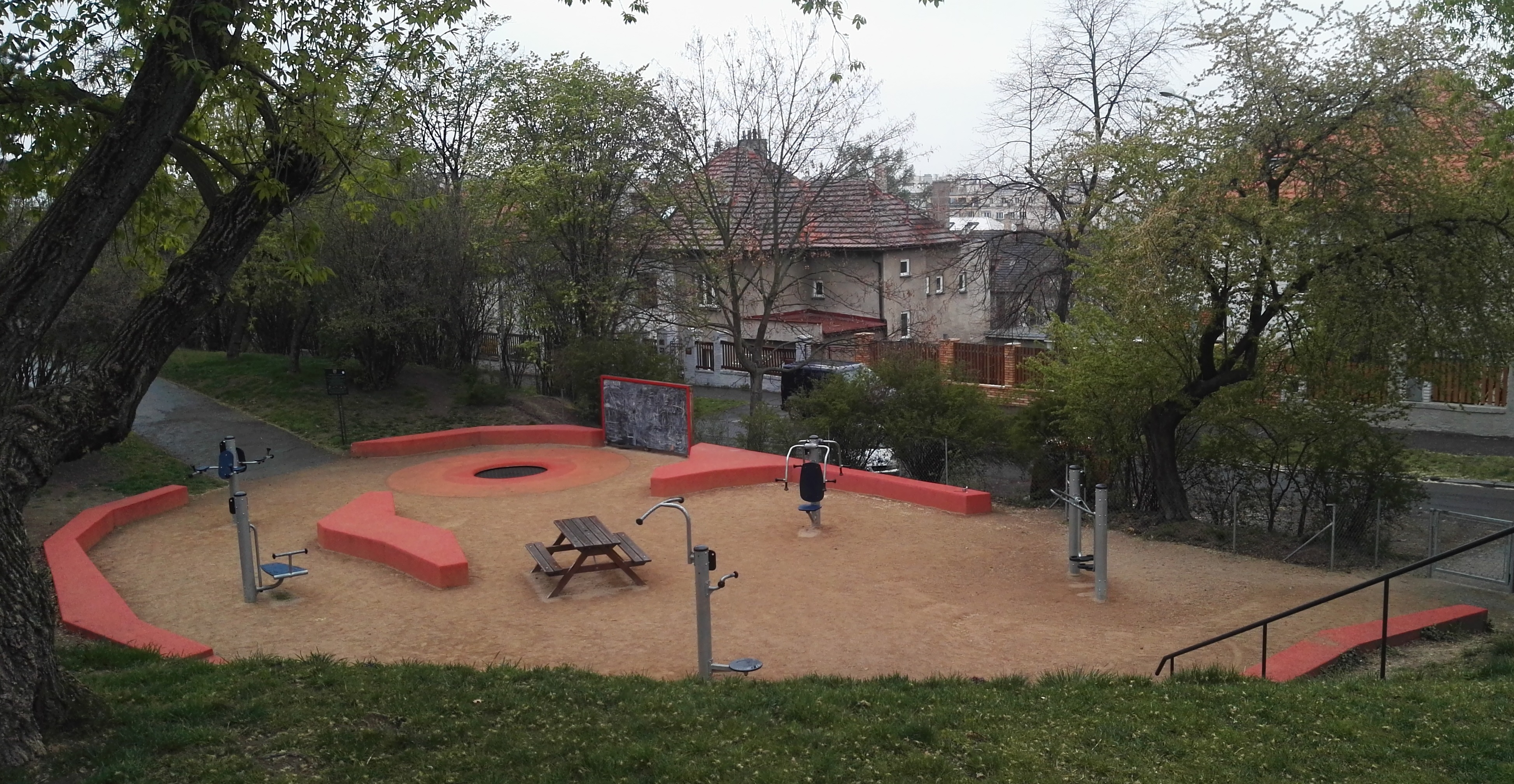
Hřiště fitness u ulice Jilmová
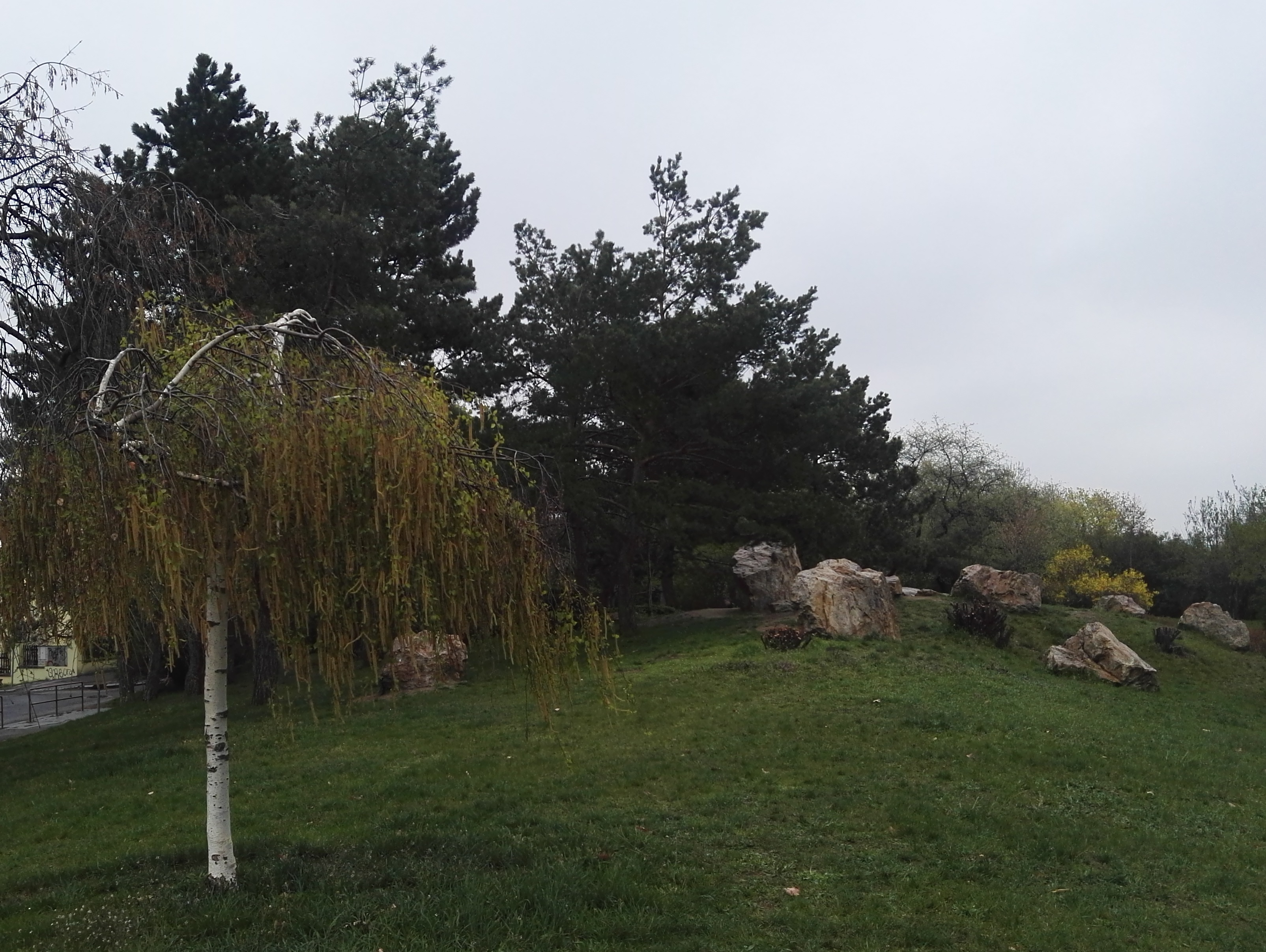
Jaro 2019
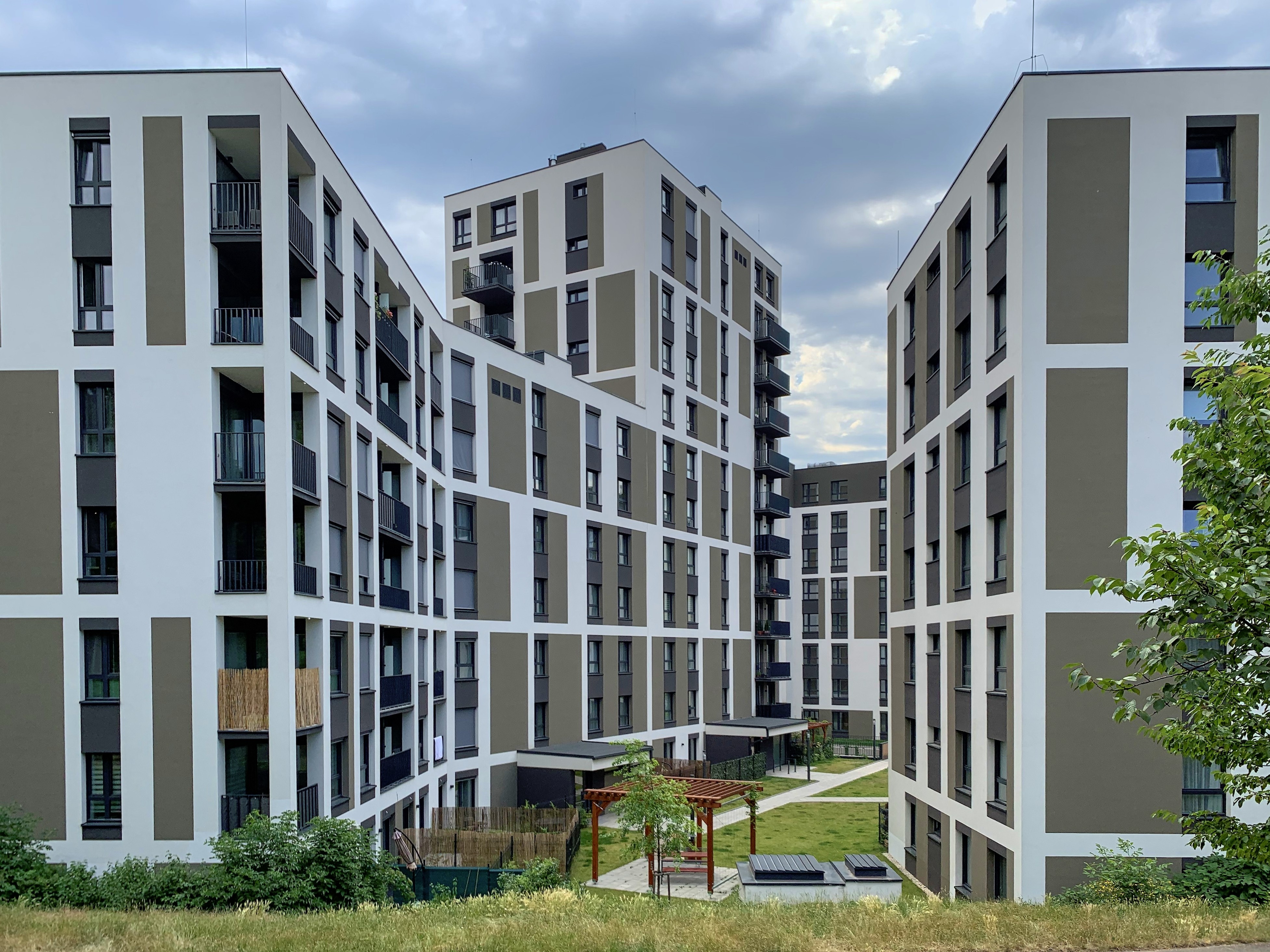
Nová bytová výstavba jižně u Židovských pecí